# Globe, Arizona
Globe (nume originar, Bésh Baa Gowąh , în limba Apache de vest) este un oraș și sediulGR6 comitatului Comitatul Gila, Arizona, Statele Unite ale Americii. Populația orașului, care se găsește la circa 142 km (sau 88 de mile) est față de Phoenix, era de 7.187 de locuitori , conform estimării făcute de United States Census Bureau în anul 2005. GR6
Fondat în jurul anului 1875, ca un oraș minier, Globe cunoaște azi o revitalizare datorată mai ales turismului și comunităților (aflate în continuă creștere) de oameni ieșiți la pensie. care doresc să rămână activi.

## Geografie
Globe se găsește la următoarele coordonate 33°23′59″N 110°46′54″V / 33.39972°N 110.78167°V (33.399858, -110.781570).GR1